# Prosoplus invidus
Prosoplus invidus är en skalbaggsart som först beskrevs av Francis Polkinghorne Pascoe 1864.  Prosoplus invidus ingår i släktet Prosoplus och familjen långhorningar. Inga underarter finns listade i Catalogue of Life.